# Mos teutonicus
Mos teutonicus (slovensko germanska navada, običaj) je bil posmrtni pogrebni postopek, ki so ga v Evropi v srednjem veku uporabljali kot sredstvo za prevoz in slovesen pokop trupel posameznikov na visokih položajih. Mos teutonicus so bili pogosto podvrženi plemiči, saj so bila njihova pokopališča pogosto daleč od kraja smrti. Postopek je vključeval odstranitev mehkih tkiv s telesa, tako da so lahko kosti pokojnika higiensko prepeljali domov.

## Ozadje
V srednjem veku so plemiče pogosto pokopavali na določenih mestih, ki so bila daleč stran od kraja smrti. Plemiči so pogosto želeli, da bi bila njihova srca pokopana na njihovih domovih. Kralj Karel Veliki je upepelitev prepovedal, saj je uničenje kosti štel za uničenje duše. Vsakdo, ki je upepelil človeške kosti, je bil obsojen na smrt. Mos teutonicus je postal način za ohranitev kosti med prevozom na dolge razdalje, ne da bi se pri tem uničile. Postopek se je v Svetem rimskem cesarstvu izvajal še v 10. in 11. stoletju. Na ta način so bili domov prepeljani nekateri vladarji iz Otonske in Salijske dinastije.
Med drugo križarsko vojno za Sveto deželo se ni zdelo primerno, da bi bili plemiči, ki so padli v bitki ali umrli naravne smrti, pokopani stran od svoje domovine na muslimanskem ozemlju. Prevoz celega telesa na dolge razdalje je bil zaradi razkroja nepraktičen in nehigieničen. Mos teutonicus je bil še posebej primeren v toplejših podnebjih, kakršno je okoli Sredozemskega morja, saj je bil tam razkroj še hitrejši.
Nemške plemiče je še posebej skrbelo, da bi bili pokopani v Sveti deželi in ne v domači zemlji. Florentinski kronist Boncompagno je bil prvi, ki je postopek povezal posebej z nemškim plemstvom in skoval frazo 'mos teutonicus', ki pomeni 'germanska navada'.
Angleške in francoske plemiče so na splošno raje balzamirali, kar je vključevalo pokop notranjih organov in srca na drugi lokaciji od trupla. Ena od prednosti mos teutonicus je bila, da je bil relativno ekonomičen v primerjavi z balzamiranjem in bolj higieničen.
Ohranjanje trupel je bilo v srednjeveški družbi zelo priljubljeno, ker so v razpadajočem telesu videli nekaj grešnega in zlega. Balzamiranje in mos teutonicus skupaj z nagrobnimi podobami, so bili način, da so truplu dali iluzijo starega stanja in odstranili neprijetno podobo gnitja in razpada.
Leta 1270 so truplo kralja Ludvika IX. ki je umrl v Tunisu na muslimanskem ozemlju, podvrgli postopku mos teutonicus za prevoz domov v Francijo.

## Postopek
Postopek se je začel z razkosavanjem trupla, da bi se olajšala naslednja faza postopka, v kateri so dele telesa nekaj ur kuhali v vodi, vinu, mleku ali kisu. Med kuhanjem se je mehko tkivo ločilo od kosti. Srce in drobovje so pred kuhanjem odstranili. Oboje so ali zakopali ali konzervirali s soljo. Kosti so nato lahko poškropili s parfumi ali dišavami in jih odpeljali domov na obredni pokop.
Srednjeveška družba je notranje organe na splošno obravnavala kot neplemenite, zato je njihovo odstranjevanje, zlasti med nemškim plemstvom, potekalo brez posebnih slovesnosti.

## Prepoved postopka
Cerkev je zelo cenila to prakso, papež Bonifacij VIII. (1294-1303) pa je imel do mos teutonicus zaradi njegovega ideala telesne celovitosti velik odpor. Bonifacij je v svoji buli De Sepulturis iz leta 1300 to prakso prepovedal. Njegova papeška bula se je pogosto napačno razlagala kot prepoved seciranja ljudi, kar je morda oviralo anatomske raziskave, ker so se anatomi bali posledic in kazni zaradi medicinskih obdukcij. Praksa mos teutonicus se je sčasoma prenehala v 15. stoletju.

## Arheološke raziskave
Arheološke raziskave na splošno kažejo, da so kosti posameznikov višjega družbenega sloja bolje ohranjene kot kosti posameznikov nižjega razreda.

## Opomba
1. ↑  Boncompagno je to prakso opisal na slabšalen način, tako da je mos teutonicus postavil v kontekst z judovskimi in rimskimi pogrebnimi običaji, namenjenimi ohranjanju dostojanstva in časti telesa. Avtor omenja, da 'tevtonci' (Germani) razkosajo trupla svojih najuglednejših ljudi.[7]